# Monumento a Teresa de Jesús
El Monumento a Teresa de Jesús es un conjunto escultórico realizado por Juan Luis Vassallo en la ciudad de Ávila. La obra se compone de una escultura de la Santa y un grupo escultórico que alude a sus escritos compuesto por las figuras de 3 ángeles y una inscripción. La obra se llevó a cabo en 1982 sobre un estudio previo iniciado en 1971.
La obra se concibió para responder a un concurso convocado en Ávila en 1970 para levantar un monumento a Santa Teresa si bien, aunque el proyecto de Vassallo resultó ganador, no fue ejecutada hasta 1982 cuando se decidió finalmente su realización como parte de los preparativos para la visita que efectuaría el Papa Juan Pablo II ese año a Ávila.
La figura principal del monumento, Santa Teresa, aparece sosteniendo una pluma como alusión a su condición de escritora. Junto a esta pieza un banco corrido de piedra muestra una frase de la escritora grabada con letras caligráficas. El conjunto se completa con un grupo escultórico lateral, compuesto por tres ángeles con los que Vassallo pretende expresar la idea teresiana de la voluntad de elevación de las almas hacia Dios.